# Gerlos Straße
De Gerlos Straße (in Tirol Gerlosstraße) B165 is een Bundesstraße in de Oostenrijkse deelstaten. Salzburg en Tirol.
De B165 begint in het stadje Mittersill op een rotonde met zowal de Mittersiller Straße, de Felbertauern Straße als de Pass Thurn Straße. De weg loopt in westelijke richting kruist de Pinzgaubahn en het riviertje de Salzach. De weg passeert de afrit Hollersbach im Pinzgau, kruist achtereenvolgens het riviertje de Hollersbach, de Salzach en de
Pinzgaubahn. De weg loopt langs Dorf im Pinzgau, via de rondweg van
Bramberg am Wildkogel, Neukirchen am Großvenediger waar ze de Großvenediger passeert. De B165 loopt door Wald im Pinzgau waar de L 113, (vervangende B165), afsplitst en door een tunnel ten zuiden van het dorp loopt om bij afrit Krimml weer aan te sluiten van de Krimmler Landesstraße, loopt door Ronach en kruist voor de laatste keer het riviertje de Salzach, loopt over de Gerlospas kruist de Gerlosbach. De B165 loopt door zowel Gerlos als de deelgemeente Gmünd en kruist de Gerlosbach voor de laatste maal. Dan komt de weg door het dorp Hainzenberg en loopt via de Unterpas naar Zell am Ziller waar deze bij afrit Zell am Ziller-Zentrum aansluit op de B169. De weg is 61 km lang
B1 · 
B2 · 
B3 · 
B4 · 
B5 · 
B6 · 
B7 · 
B8 · 
B9 · 
B10 · 
B11 · 
B12 · 
B13 · 
B14 · 
B15 · 
B16 · 
B17 · 
B18 · 
B19 · 
B20 ·  
B21 · 
B22 · 
B23 · 
B24 · 
B25 · 
B26 · 
B27 · 
B28 · 
B29 · 
B30 · 
B31 · 
B32 · 
B33 · 
B34 · 
B35 · 
B36 · 
B37 · 
B38 · 
B39 · 
B40 · 
B41 · 
B42 · 
B43 · 
B44 · 
B45 · 
B46 · 
B47 · 
B48 · 
B49 · 
B50 · 
B51 · 
B52 · 
B53 · 
B54 · 
B55 · 
B56 · 
B57 · 
B58 · 
B59 · 
B60 · 
B61 · 
B62 · 
B63 · 
B64 · 
B65 · 
B66 · 
B67 · 
B68 · 
B69 · 
B70 · 
B71 · 
B72 · 
B73 · 
B74 · 
B75 · 
B76 · 
B77 · 
B78 · 
B79 · 
B80 · 
B81 · 
B82 · 
B83 · 
B84 · 
B85 · 
B86 · 
B87 · 
B88 · 
B89 · 
B90 · 
B91 · 
B92 · 
B93 · 
B94 · 
B95 · 
B96 · 
B97 · 
B98 · 
B99 · 
B100 · 
B105 · 
B106 · 
B107 · 
B108 · 
B109 · 
B110 · 
B111 · 
B113 · 
B114 · 
B115 · 
B116 · 
B117 · 
B119 · 
B120 · 
B121 · 
B122 · 
B123 · 
B124 · 
B125 · 
B126 · 
B127 · 
B129 · 
B130 · 
B131 · 
B132 · 
B133 · 
B134 · 
B135 · 
B136 · 
B137 · 
B138 · 
B139 · 
B140 · 
B141 · 
B142 · 
B143 · 
B144 · 
B145 · 
B146 · 
B147 · 
B148 · 
B149 · 
B150 · 
B151 · 
B152 · 
B153 · 
B154 · 
B155 · 
B156 · 
B158 · 
B159 · 
B160 · 
B161 · 
B162 · 
B163 · 
B164 · 
B165 · 
B166 · 
B167 · 
B168 · 
B169 · 
B170 · 
B171 · 
B172 · 
B173 · 
B174 · 
B175 · 
B176 · 
B177 · 
B178 · 
B179 · 
B180 · 
B181 · 
B182 · 
B183 · 
B184 · 
B185 · 
B186 · 
B187 · 
B188 · 
B189 · 
B190 · 
B191 · 
B192 · 
B193 · 
B197 · 
B198 · 
B199 · 
B200 · 
B201 · 
B202 · 
B203 · 
B204 · 
B205 · 
B209 · 
B210 · 
B211 · 
B212 · 
B213 · 
B214 · 
B215 · 
B216 · 
B217 · 
B218 · 
B219 · 
B220 · 
B221 · 
B222 · 
B223 · 
B224 · 
B225 · 
B226 · 
B227 · 
B228 · 
B229 · 
B230 · 
B303 · 
B305 · 
B309 · 
B310 · 
B311 · 
B316 · 
B317 · 
B319 · 
B320